# Calacadia osorno
Calacadia osorno är en spindelart som beskrevs av Harriet Exline 1960. Calacadia osorno ingår i släktet Calacadia och familjen Amphinectidae. Inga underarter finns listade.